# Lorenzo da Viterbo
Lorenzo da Viterbo né Lorenzo di Giacomo (vers 1437  – ...) est un peintre italien du XVe siècle, qui a été actif à Viterbe de 1462 à 1472, sous la forte influence de l'école de Forlì et de Melozzo da Forlì.

## Biographie
Il a été  influencé par  Benozzo Gozzoli et Piero della Francesca (peut-être son élève).
Il est connu également  sous la désignation de Maestro Lorenzo di Jacopo di Pietro Paolo di Viterbo, et il est à Rome in 1462, probablement en contact avec  Antoniazzo Romano.
S'il est su avoir travaillé aux fresques de la chapelle Mazzatosta de l'église  Santa Maria della Verità en 1465, la figure de saint Michel et des mains ne sont pas de sa facture et sont probablement postérieurs à sa mort.
Seule sa Vierge à l'Enfant sur le trône entourée de saint Pierre et saint Michel est datée et signée : † Laurentius Jacobi da Viterbo 1472
Domenico Velandi fut de ses disciples.

## Œuvres
- Storie di Maria (1469), fresques, S. Maria della Verità, Viterbe
- Madonna e santi (1472), S. Michele, Cerveteri
- Adoration des mages, Musée du Petit Palais (Avignon) (attribuée par Bernard Berenson)
- Vierge à l'Enfant sur le trône, avec saint Pierre et saint Michel, Galleria Nazionale d'Arte Antica, Rome
- Sposalizio della Vergine et la Presentazione al Tempio (1469), fresques (en partie détruites) de la Chapelle Mazzatosta du Couvent Santa Maria della Verita, Viterbe
- Fresques de l'église San Biagio, Corchiano
- Christ trônant entouré d'anges et de quatre saints, dont sainte  Claire (sur un des côtés reconnaissable à son bras et à un lys), Castello di Santa Maria, San Michele in Teverina, sur le territoire de Viterbe
- Quattro Evangelisti, cappella di San Michele, Basilique Sainte-Marie-Majeure, Rome
- Madonna dell’uccellino, Civitella d'Agliano,
- Crucifixion, Santa Maria delle Grazie,  Ponticelli frazione de Scandriglia